# Andrène des zigadènes

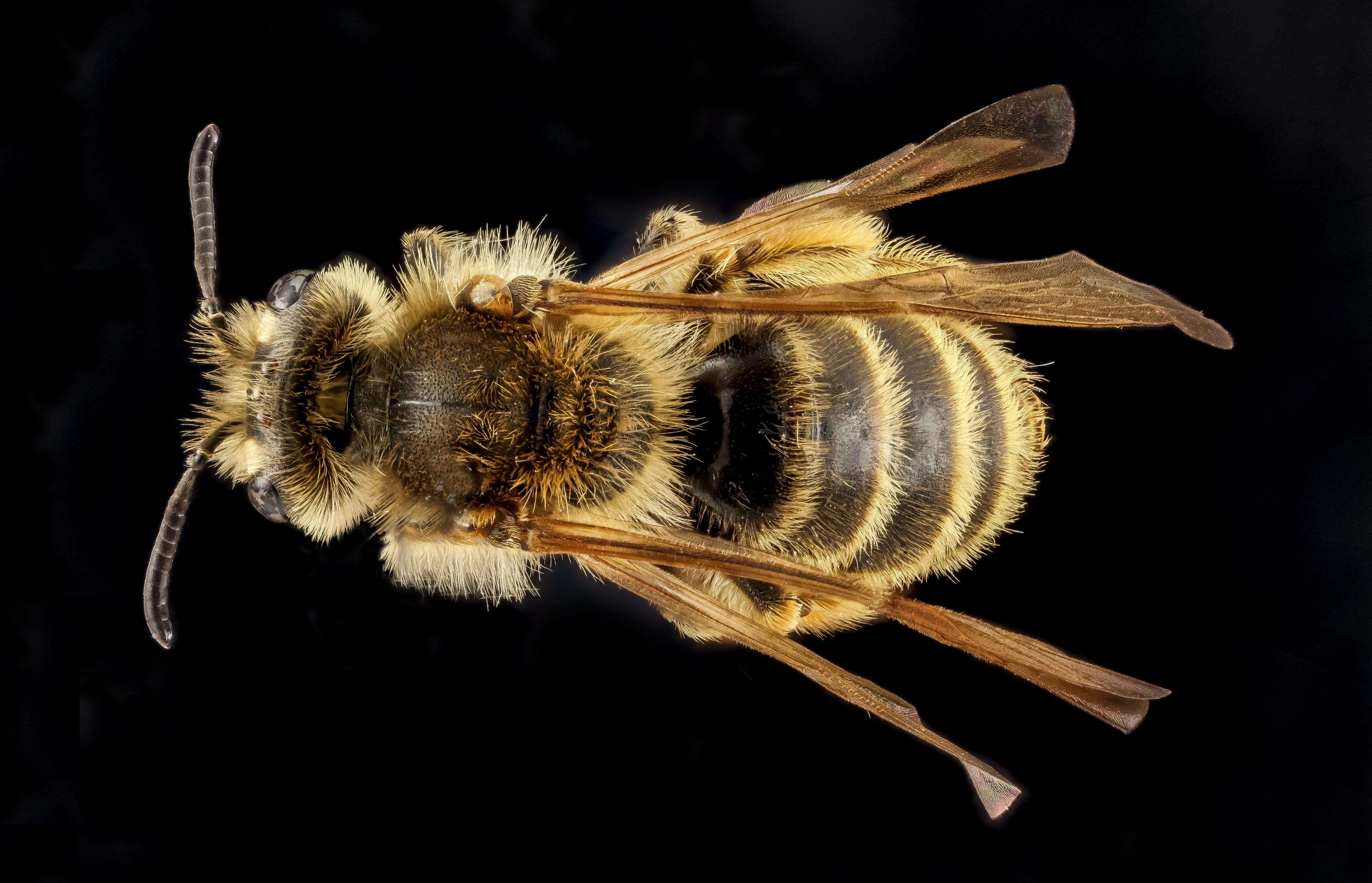
Andrène des zigadènes, Andrena astragali

Andrena astragali
Espèce
L'Andrène des zigadènes (Andrena astragali) est une espèce d'andrènes de la famille des Andrenidae,,,. Cette espèce est présente en Amérique du Nord.